# Ellipteroides (Progonomyia) peruvianus
Ellipteroides (Progonomyia) peruvianus is een tweevleugelige uit de familie steltmuggen (Limoniidae). De soort komt voor in het Neotropisch gebied.